# Wolfgang Sawallisch

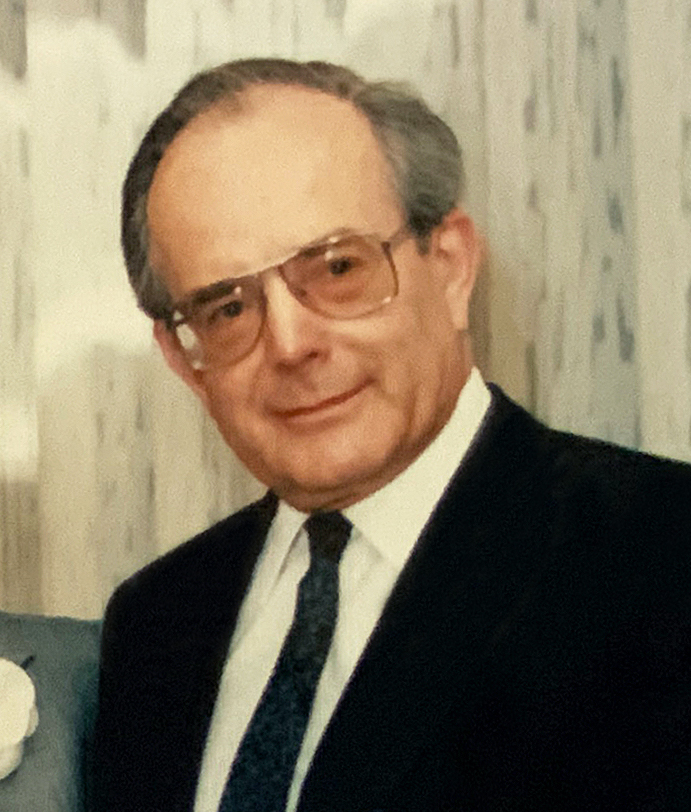
Wolfgang Sawallisch (1988)

Wolfgang Sawallisch (* 26. August 1923 in München; † 22. Februar 2013 in Grassau) war ein deutscher Dirigent und Pianist.

## Leben

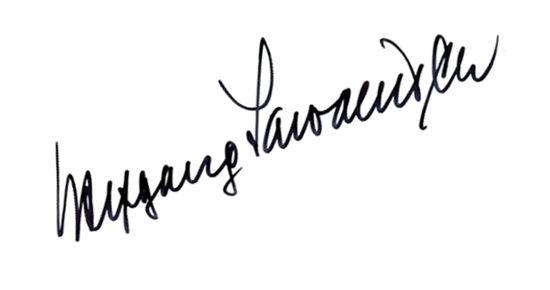
Unterschrift von Wolfgang Sawallisch

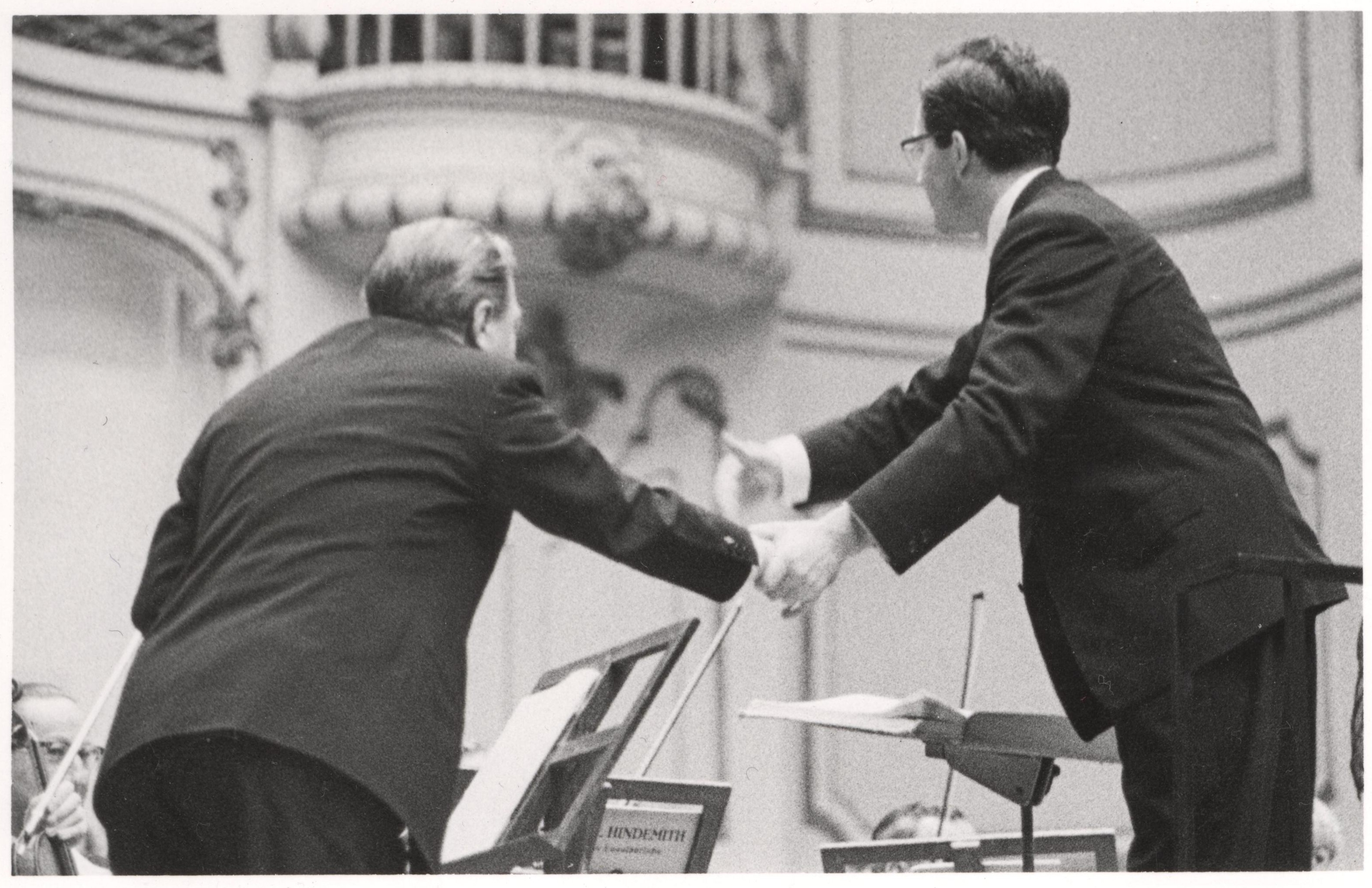
Wolfgang Sawallisch in Hamburg, 1960

Wolfgang Sawallisch war der Sohn von Maria und Wilhelm Sawallisch. Der Vater war in München Direktor der Hamburg-Bremer-Feuerversicherung. Wolfgang Sawallisch hatte einen fünf Jahre älteren Bruder Werner.
Schon während der Schulzeit und zwischen Abitur 1942 und Kriegsdienst nahm er Privatunterricht bei Wolfgang Ruoff. Nach seiner Heimkehr aus britischer Kriegsgefangenschaft in Italien studierte er in München bei Joseph Haas. Er legte 1946 nach einem Semester das Staatsexamen an der Staatlichen Musikhochschule München ab. Dirigierunterricht nahm er bei Hans Rosbaud und Igor Markevitch.
Seine erste Anstellung fand er am Stadttheater Augsburg. Im August 1952 heiratete er die Sängerin Mechthild Schmid (1921–1998), Tochter des Orgelbauers Magnus Schmid (1889–1964) aus Pemmering, die er in seiner Jugendzeit in München kennengelernt hatte. Sie hatte während des ganzen gemeinsamen Lebens großen Einfluss auf ihn. Durch die Adoption ihres 1944 geborenen Sohnes seiner Frau aus erster Ehe gründete er eine eigene Familie. Seine Frau verzichtete auf eine eigene Karriere als Sängerin zugunsten jener ihres Mannes. Einerseits litt sie darunter, im Schatten des erfolgreichen Mannes zu stehen, andererseits sah sie ihre Funktion als seine Managerin. Nach 46 Ehejahren starb sie mit 77 Jahren infolge ihrer Erkrankung an Schilddrüsenkrebs.
Im Jahre 2003 gründete Wolfgang Sawallisch die nach ihm benannte Stiftung, deren Zweck hauptsächlich die Förderung der musikalischen Aus- und Fortbildung begabter junger Musiker und Gruppen ist. Sitz der Stiftung ist Grassau im oberbayerischen Chiemgau, wo Wolfgang Sawallisch seit 1962 seinen Wohnsitz hatte. 2003 ernannte der Markt Grassau Sawallisch zum Ehrenbürger der Gemeinde.
Bei einem Benefiz-Konzert des Bayerischen Staatsorchesters in Grassau am 2. Februar 2013 unter der Leitung von Kent Nagano war Sawallisch zum letzten Mal in der Öffentlichkeit zu sehen. Der Opernwelt gab er für die Januar-Ausgabe 2013 sein letztes Presse-Interview. Der Sohn Jörg starb im Januar 2013, einen Monat vor seinem Adoptivvater. Sawallisch, seine Ehefrau und sein Sohn sind in Grassau begraben.
Nach dem Tod von Wolfgang Sawallisch ging sein Vermögen inklusive seiner Villa in Grassau sowie dem dazugehörigen 35.000 m2 großen parkähnlichen Grundstück an die Sawallisch-Stiftung über. Diese veranstaltet dort im Rahmen der im Jahr 2018 gegründeten Musikakademie Konzerte und Meisterkurse. Das Anwesen umfasst auch ein Gästehaus.
Aus seinem Nachlass wurden am 7. Mai 2019 Musik-Autographen versteigert, darunter ein Brief von Johannes Brahms, ein Brief von Franz Liszt, fünf Briefe von Richard Wagner und unter den sieben Positionen Richard Strauss’ zwei Briefe und zwei Musikmanuskripte.

## Karriere
Der Aufstieg als Dirigent orientierte sich an den Maßstäben der Kapellmeistertradition; er war Korrepetitor und Kapellmeister am Stadttheater Augsburg 1947–53; 1953–58 Generalmusikdirektor am Theater Aachen; 1958–60 Generalmusikdirektor in Wiesbaden; 1960–64 Musikdirektor in Köln sowie ab 1961 Professor für Dirigieren an der Hochschule für Musik Köln; 1960–70 Chefdirigent der Wiener Symphoniker sowie 1961–73 zugleich Chefdirigent des Philharmonischen Staatsorchesters Hamburg.
In seine Hamburger Zeit fällt auch die Widmung des französischen Komponisten André Casanova (1919–2009) für das Notturno pour Orchestre op. 13, geschrieben „In memoriam Richard Strauss“, das 1960 bei Ricordi in Paris erschienen war. Ein Exemplar der Partitur mit über 100 Seiten befindet sich in der Musikabteilung der Zentralbibliothek der Hamburger Öffentlichen Bücherhallen (HÖB) mit der persönlichen handschriftlichen Widmung an Sawallisch.
Von 1973 bis 1980 war er Chefdirigent des Orchestre de la Suisse Romande in Genf. Mit diesem Orchester unternahm er vom 28. Oktober bis 12. November 1976 eine Konzertreise nach Japan und Südkorea mit 14 Konzerten.
Seit seinem internationalen Durchbruch mit den Berliner Philharmonikern beim „Edinburgh Festival“ 1955 wurde Sawallisch zu Gastdirigaten nach Westeuropa eingeladen. Hinzu kamen Verpflichtungen in Bayreuth (1957–62), Salzburg, Florenz und an der Mailänder Scala. Seit 1964 reiste Sawallisch regelmäßig nach Japan, wo er mit dem NHK Symphony Orchestra Tokio zusammenarbeitete (seit 1967 Ehrendirigent). Als bisher einziger Dirigent seit Bestehen des Orchesters erhielt er 1994 zusätzlich den Titel Honorary Conductor Laureate.

### Zusammenarbeit mit den Wiener Symphonikern
Vom 5. bis 8. März 1957 dirigierte Wolfgang Sawallisch erstmals im Wiener Musikverein im Rahmen der „Großen Symphonie“ ein Symphonikerkonzert; mit der französischen Suite nach Rameau von Werner Egk, dem 5. Beethoven-Klavierkonzert mit Friedrich Wührer und der 8. Symphonie von Dvořák. Der Erfolg dieses Konzerts schuf die Basis für seine Chefdirigentenzeit von 1960 bis 1970 – erstmals seit Jahrzehnten gab es diese Position wieder, denn Herbert von Karajan war nie offiziell Chefdirigent, sondern Konzertdirektor der Gesellschaft der Musikfreunde gewesen. Sawallisch fühlte sich durch den Mietstatus des Orchesters und die dadurch gegebene Abhängigkeit von den Konzertveranstaltern in seiner Entscheidungskompetenz stark eingeschränkt. Als „Kapellmeister alter Schule“ vermied er es, analog zum „Karajan-Zyklus“ einen „Sawallisch-Zyklus“ zu veranstalten, sondern kreierte den „Symphoniker-Zyklus“ und legte den Schwerpunkt auf zyklische Aufführungen der Werke einzelner Komponisten (Bruckner-Zyklus, Beethoven-Zyklus).
Mit ihm nahm das Orchester Platten auf, die wichtigsten Ereignisse waren die erste Amerika-Tournee 1964 sowie die Weltreise Japan-Amerika 1967 mit Mammut-Repertoire, einer ungewöhnlichen Dichte an Konzerten und täglichen stundenlangen Busfahrten während der sechs Wochen dauernden Tournee. Sawallisch ging das Wagnis ein, die Wiener Symphoniker ausgerechnet mit Bruckners 3. Symphonie, einem in Amerika damals weitgehend unbekannten Werk, in der New Yorker Carnegie Hall zu präsentieren, und erntete hymnische Kritiken.
1967 stand im Zentrum der Tournee ein UNO-Konzert mit Henryk Szeryng als Solisten.
Unstimmigkeiten führten 1970 zu Sawallischs Demission, und nach einer zehnjährigen Pause kehrte er 1980 im Rahmen einer Europa-Tournee als Gastdirigent zurück. Seitdem blieb er einer der ständigen Dirigenten – bis zum 24. Juni 2005, seinem letzten, bereits von schweren gesundheitlichen Problemen überschatteten Konzert in Bad Kissingen, mit Werken von Kodály, Haydn und Brahms.
Die Musiker schätzten Sawallisch wegen seiner musikalischen Kompetenz, klaren Schlagtechnik und werkzentrierten Interpretation, die niemals spektakulär war – dies brachte ihm bei manchen Kritikern den Ruf als bürokratischer Meister des Mittelmaßes ein. Die Wiener Symphoniker spielten 165 Produktionen mit ihm ein, wobei die Amerika-Reise mit 34 Konzerten als eine einzige Produktion zählt. Sawallisch war für das Orchester einer der prägenden Dirigenten der zweiten Hälfte des 20. Jahrhunderts.
Mit den Wiener Symphonikern hat Sawallisch vom 30. September bis 11. November 1967 eine Konzertreise unternommen mit 35 Konzerten in den USA und Japan.

### Gastdirigate in Japan
Auf Anregung von Daigora Arima (1900–1980), dem damaligen Präsidenten und Generalmanager des NHK-Orchesters, der Anfang der sechziger Jahre ein Konzert von Sawallisch im Wiener Musikverein besucht hatte, entsprang vom 9. Oktober bis 30. November 1964 das erste Gastspiel mit dem NHK-Sinfonieorchesterin Tokio. Daraus entwickelte sich eine langjährige künstlerische Beziehung, die bis 2004 andauerte. In dieser Zeit absolvierte Sawallisch neben seiner hauptamtlichen Arbeit in München und Philadelphia zahlreiche Tourneen mit dem NHK-Orchester und leitete als Gastdirigent mehr als 300 Konzertaufführungen im Großraum Tokio und in 45 anderen Städten in ganz Japan. Akio Mayeda, 1983 ständiger Mitarbeiter der Universität Zürich und des NHK-Rundfunksenders, heute Honorarprofessor in Wien, beschrieb in einem Kapitel in dem Buch Stationen eines Dirigenten – Wolfgang Sawallisch die besonders gute Zusammenarbeit zwischen Sawallisch und dem NHK-Orchester.
Für seine langjährige Verdienste wurde Sawallisch vom NHK-Sinfonieorchester 1967 zunächst mit dem Titel Honorary Conductor und 1994 mit dem Titel Honorary Conductor Laureate ausgezeichnet.

### Wirken an der Bayerischen Staatsoper in München
Von 1971 bis 1992 stand München im Zentrum seines musikalischen Wirkens. Als Generalmusikdirektor der Bayerischen Staatsoper übernahm er 1971 die Nachfolge Joseph Keilberths. 1976/77 leitete er das Haus bis zum Amtsantritt August Everdings auch als Intendant. Die Spannungen mit Everding löste das Kultusministerium 1982 mit der Ernennung des Generalmusikdirektors zum Staatsoperndirektor und Everdings zum Generalintendanten der Bayerischen Staatstheater. Mit einer großen Abschiedsgala zu Silvester 1992 wurde er verabschiedet.
Die Arie der Königin der Nacht Der Hölle Rache kocht in meinem Herzen, gesungen von Edda Moser und begleitet vom Bayerischen Staatsorchester unter der Leitung von Wolfgang Sawallisch (Schallplattenaufnahme vom August 1972), ist Teil einer „Musik-Kollektion von der Erde“ aus dem Jahr 1977 für die Raumsonden Voyager 1 und Voyager 2. Im Oktober 2013 beschrieb Edda Moser anlässlich ihres 75. Geburtstags in Rundfunk-Interviews die besondere Vorgeschichte zu der Aufnahme durch die Electrola.
Sawallischs Aufführungen des Gesamtwerks von Richard Wagner (1982/83) und Richard Strauss (1988) fanden internationale Beachtung. Sawallisch hat sich auch für die gemäßigte Moderne eingesetzt (Hindemith, Egk, Sutermeister, Yun, Henze).
Seine Skepsis gegenüber dem experimentellen Regietheater brachte ihm bei etlichen Kritikern den Ruf eines konservativen Opernchefs ein.
Mit der Bayerischen Staatsoper hat Sawallisch vom 21. September bis 12. Oktober 1974 ein Gastspiel in Japan (Tokio und Osaka) unternommen.

### Chef des Philadelphia Orchestra

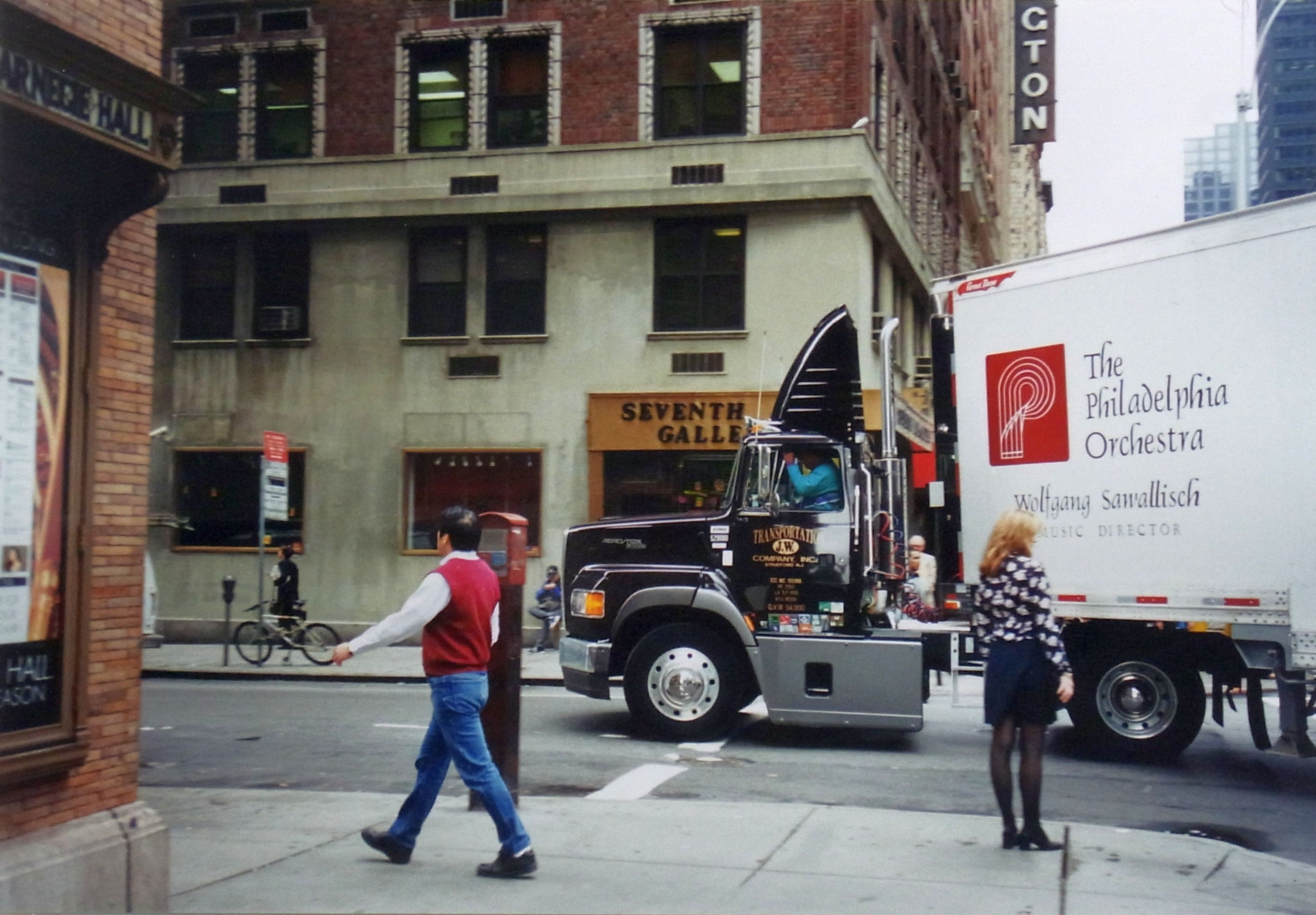
Truck des Philadelphia Orchestra vor der Carnegie-Hall für das Konzert vom 26. September 1995

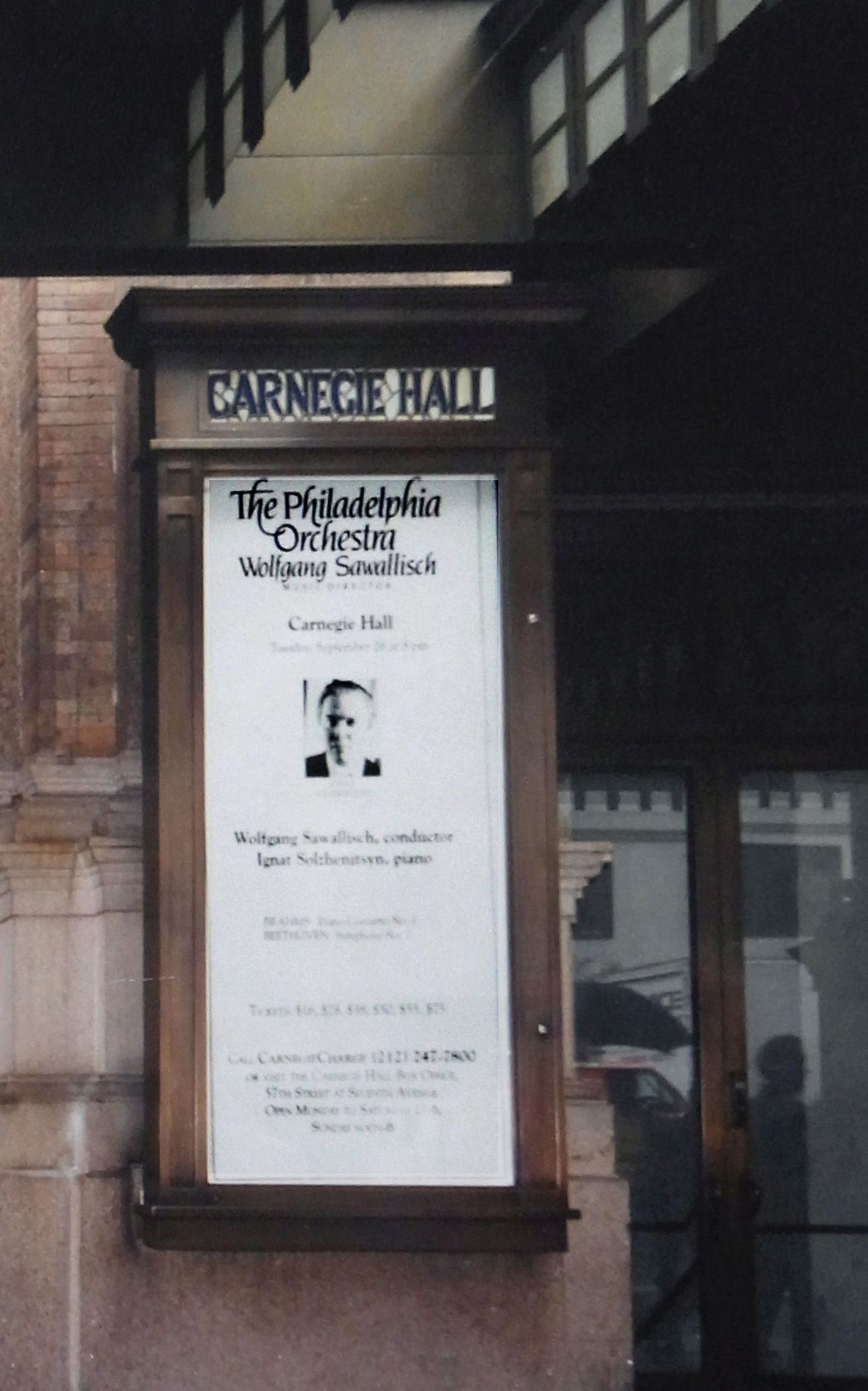
Konzertplakat vor der Carnegie-Hall für das Konzert vom 26. September 1995. Programm: 1. Klavierkonzert von Brahms (Solist: Ignat Solzhenitsyn), 7. Sinfonie von Beethoven

Nach 22 Jahren am Nationaltheater München war Sawallisch von 1993 bis 2003 Musikalischer Leiter des Philadelphia Orchestra. Mit ihm unternahm er Konzertreisen im In- und Ausland, so zum Beispiel im September 1995 in den USA. In seinem letzten Interview vom Januar 2013 in der „Opernwelt“ sagte Sawallisch zur Bedeutung der Arbeit als Chef des Philadelphia Orchestra: „Ich dachte mir: Das brauche ich noch! Und es wurden auch die Jahre mit den persönlich größten und schönsten Aufgaben für mich. Denn das Philadelphia Orchestra besaß damals eine Klangfarbe, wie sie eben Chicago und New York nicht bieten. Das kam durch Eugene Ormandy und Leopold Stokowski. Darauf zu bauen, war genau das, was ich mir gewünscht hatte.“
In dem Sawallisch-Nachruf der Zeitung The Philadelphia Inquirer vom 24. Februar 2013 wurde an ein Gespräch erinnert, das Sawallisch 1997 mit George Blood, dem Toningenieur des Philadelphia Orchesters, geführt hatte. Auf die Frage, ob es ein Musikstück gebe, das er nie dirigiert habe, antwortete Sawallisch, das sei die h-Moll-Messe von Bach: „This work is such a monumental expression of the ability of the human mind to express the greatest thoughts in music, that I feel there is nothing I could bring to a performance which is not already on the page. I do not think I will ever be able to perform this work.“

### Kammermusiker
Sawallisch war auch als Pianist tätig. Seit er gemeinsam mit Gerhard Seitz (Violine) 1949 beim Internationalen Musikwettbewerb in Genf im Fach Violine-Klavier einen ersten Preis gewann, konzertierte er regelmäßig auch als Kammermusiker und Liedbegleiter u. a. von Dietrich Fischer-Dieskau, Peter Schreier und Elisabeth Schwarzkopf.

## Auszeichnungen und Ehrungen
- 1964 Bayerischer Verdienstorden
- 1965 Österreichisches Ehrenkreuz für Wissenschaft und Kunst
- 1967 Ehrendirigent des NHK Symphony Orchestra Tokio
- 1970 Großes Silbernes Ehrenzeichen für Verdienste um das Land Wien
- 1973 Johannes-Brahms-Medaille des Hamburger Senats[32]
- 1978 Deutscher Kritikerpreis
- 1980 Anton-Bruckner-Ring
- 1981 Bundesverdienstkreuz I. Klasse
- 1983 Kultureller Ehrenpreis der Landeshauptstadt München
- 1984 Bayerischer Maximiliansorden für Wissenschaft und Kunst
- 1985/86 Premio Abbiati
- 1986 Bayerischer Poetentaler
- 1988 Ehrenmedaille der Stadt Wien in Gold
- 1989 Großes Bundesverdienstkreuz
- 1991 DIVA-Award
- 1992 Ehrenmitglied der Bayerischen Staatsoper
- 1993 Großes Bundesverdienstkreuz mit Stern
- 1994 Robert-Schumann-Preis
- 1996 Großes Silbernes Ehrenzeichen für Verdienste um die Republik Österreich[33]
- 1996 Kommandeur des Ordre des Arts et des Lettres
- 1996 Großkreuz des Verdienstordens der Italienischen Republik
- 2002 Oberbayerischer Kulturpreis
- 2003 Hans-von-Bülow-Medaille der Berliner Philharmoniker
- Orden der Aufgehenden Sonne (Japan)
- Ritter der französischen Ehrenlegion
- „Accademico Onorario“[34] der Accademia Santa Cecilia in Rom
- Bruckner-Ring, Ehrenring der Wiener Symphoniker[33]
- Ehrendirigent der Musikalischen Akademie des Bayerischen Staatsorchesters

## Diskografie(Auswahl)
- Bartók: Herzog Blaubarts Burg – Julia Varady, Dietrich Fischer-Dieskau, Bayerisches Staatsorchester (Deutsche Grammophon)
- Brahms: Symphonien und Konzerte – Stephen Kovacevich, Frank Peter Zimmermann, London Philharmonic Orchestra (EMI)
- Brahms: Ein deutsches Requiem – Wilma Lipp, Franz Crass, Wiener Singverein, Wiener Symphoniker (Philips)
- Brahms: Variationen über ein Thema von Haydn – Wiener Symphoniker (Philips)
- Bruckner: Symphonien Nr. 1, 5, 6 und 9 – Bayerisches Staatsorchester (Orfeo)
- Dvořák: Requiem – Gabriela Beňačková, Brigitte Fassbaender, Thomas Moser, Jan-Hendrik Rootering, Chor und Orchester der Tschechischen Philharmonie (Supraphon)
- Dvořák: Stabat Mater – Gabriela Beňačková, Ortrun Wenkel, Peter Dvorský, Jan-Hendrik Rootering, Chor und Orchester der Tschechischen Philharmonie (Supraphon)
- Hindemith: Symphonische Metamorphosen – Nobilissima Visione – Symphonie Mathis der Maler – Philadelphia Orchestra (EMI)
- Mendelssohn Bartholdy: Elias – Theo Adam, Peter Schreier, Elly Ameling, Rundfunkchor und Gewandhausorchester Leipzig (Philips – Eterna in der DDR)
- Mozart: Die Zauberflöte – Kurt Moll, Peter Schreier, Edda Moser, Anneliese Rothenberger, Walter Berry, Chor und Orchester der Bayerischen Staatsoper München (EMI)
- Mozart: Die Zauberflöte – Lucia Popp, Francisco Araiza, Edita Gruberová, Kurt Moll, Chor der Bayerischen Staatsoper, Bayerisches Staatsorchester (DVD Deutsche Grammophon)
- Pfitzner: Palestrina u. a. Vorspiele – Symphonieorchester des Bayerischen Rundfunks (Orfeo)
- Schubert: Symphonien – Staatskapelle Dresden (Philips – Eterna)
- Schubert: Geistliche Werke – Solisten, Chor und Symphonieorchester des Bayerischen Rundfunks (EMI)
- Schumann: Symphonien – Staatskapelle Dresden (EMI – Eterna)
- Strauss: Capriccio – Elisabeth Schwarzkopf, Philharmonia Orchestra (EMI)
- Strauss: Elektra – Éva Marton, Cheryl Studer, Marjana Lipovsek, Bernd Weikl, Chor und Symphonieorchester des Bayerischen Rundfunks (EMI)
- Strauss: Die Frau ohne Schatten – René Kollo, Cheryl Studer, Chor und Symphonieorchester des Bayerischen Rundfunks (EMI)
- Strauss: Intermezzo – Lucia Popp, Dietrich Fischer-Dieskau, Chor und Symphonieorchester des Bayerischen Rundfunks (EMI)
- Strauss: Hornkonzerte – Dennis Brain, Philharmonia Orchestra (EMI)
- Wagner: Der fliegende Holländer –  Anja Silja, Josef Greindl, Chor und Orchester der Bayreuther Festspiele (Philips)
- Wagner: Lohengrin – Jess Thomas, Anja Silja, Astrid Varnay, Ramón Vinay, Chor und Orchester der Bayreuther Festspiele (Philips)
- Wagner: Die Meistersinger von Nürnberg – Bernd Weikl, Kurt Moll, Ben Heppner, Cheryl Studer, Chor der Bayerischen Staatsoper, Bayerisches Staatsorchester (EMI)
- Wagner: Tannhäuser – Anja Silja, Wolfgang Windgassen, Josef Greindl, Chor und Orchester der Bayreuther Festspiele (Philips)
- Wagner: Der Ring des Nibelungen – Hildegard Behrens, René Kollo, Robert Hale, Chor der Bayerischen Staatsoper, Bayerisches Staatsorchester (EMI)
- Weber: Ouvertüren – Philharmonia Orchestra (EMI)
- Weber: Symphonien – Symphonieorchester des Bayerischen Rundfunks (Orfeo)

## Werke
- Im Interesse der Deutlichkeit. Autobiografie. Hoffmann & Campe, Hamburg 1988, ISBN 3-455-08288-2.
- Kontrapunkt. Herausforderung Musik. Autobiografie. Hoffmann & Campe, Hamburg 1993, ISBN 3-455-08532-6.